# Gooikse Pijl
De Gooikse Pijl is een jaarlijkse wielerwedstrijd in het Vlaams-Brabantse Gooik die sinds 2004 georganiseerd wordt. De koers maakt sinds 2012 onderdeel uit van de UCI Europe Tour, aanvankelijk met een classificatie van 1.2, maar sinds 2018 in de categorie 1.1.

## Lijst van winnaars

### Overwinningen per land

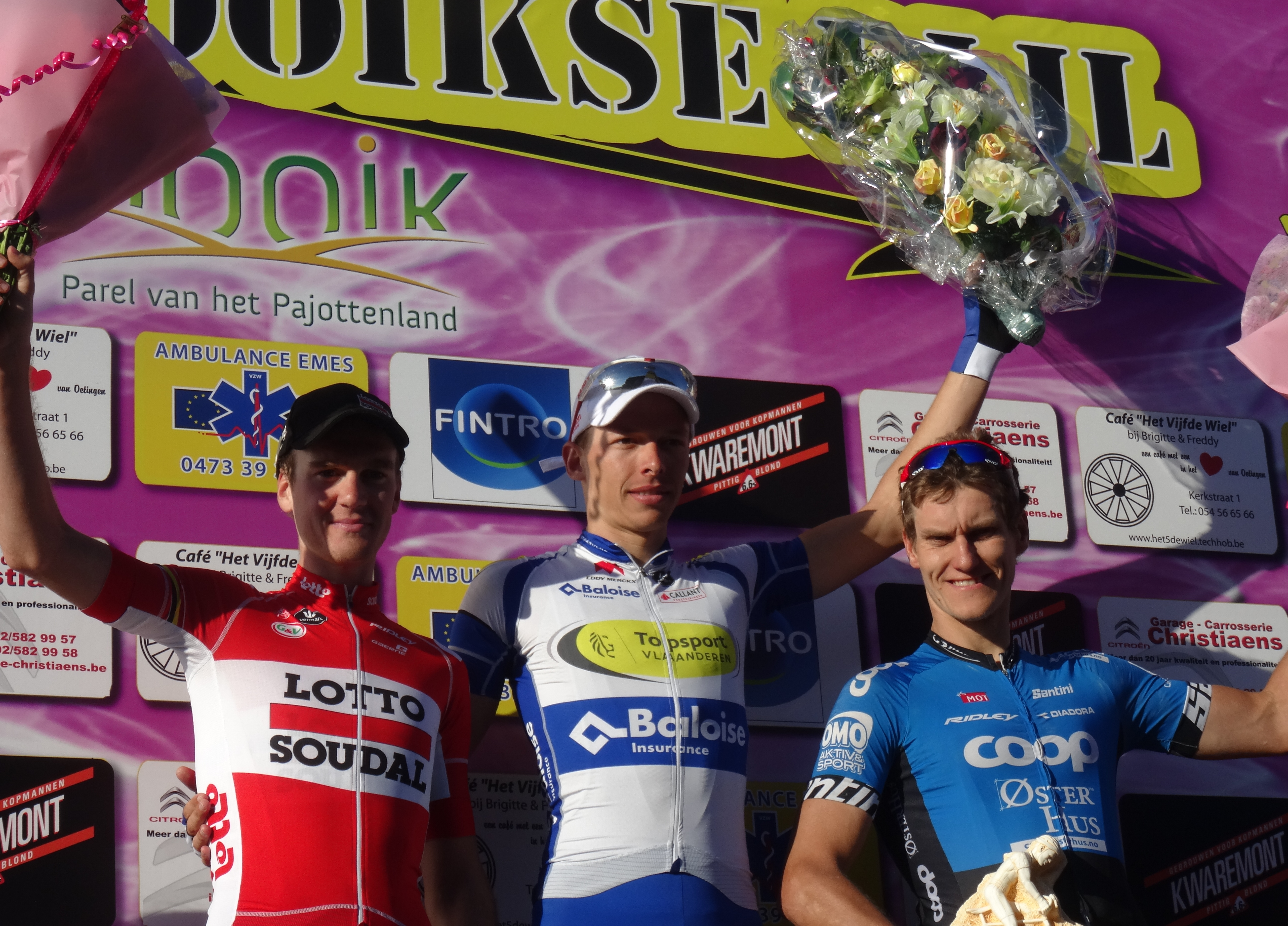
Gooikse Pijl, 27 september 2015

| Overwinningen | Land                                     |
| ------------- | ---------------------------------------- |
| 14            | België                                   |
| 2             | Litouwen, Nederland                      |
| 1             | Duitsland, Noorwegen , Verenigde Staten, |